# Химия твердого топлива
«Химия твердого топлива» (Хімія твердого палива) — науковий журнал.
Країна видання — Росія.
Спеціалізація: Теорія і практика вуглехімічних процесів.
Рік заснування 1967.
Чисел на рік — 6.